# 태현실
태현실(太賢實, 1941년 12월 28일 (음력 11월 11일)~)은 대한민국의 배우이다.

## 생애
함경북도 성진에서 출생하였으며 지난날 한때 함경북도 회령에서 잠시 유아기를 보낸 적이 있는 그녀는 1946년 일가족과 함께 미 군정 조선 서울로 이주하여 서울에서 성장하였다. 한양대학교 연극영화학과를 나왔으며 1961년 KBS 1기 공채 탤런트로 데뷔한 후, 1963년 영화 《아름다운 수의》의 출연하여 영화배우로 데뷔하였다.

## 출연 작품
- 2011년 <서울에서 김책까지>
- 2007년 <첫눈>
- 1998년 <실락원>
- 1996년 <보스>
- 1993년 <일월> <신 손자병법>
- 1992년 <언제나 막차를 타고 오는 사람>
- 1991년 <비 개인 오후를 좋아하세요?> <하얀 비요일> <잃어버린 너>
- 1989년 <밀월>
- 1988년 <깜통> <그 마지막 겨울>
- 1987년 <먼 여행 긴 터널> <비창>
- 1986년 <내시>
- 1985년 <장남>,<해돋는언덕>
- 1984년 <만삭> <무릎과 무릎사이>
- 1983년 <개국>,<보통 사람들>
- 1982년 <우상의 눈물>
- 1981년 <꼭지 꼭지>
- 1980년 <해 뜨는 집>
- 1978년 <슬픔은 저별들에게도> <판문점 미루나무작전> <난중일기>
- 1977년 <선생님 안녕> <소문난 고교생>
- 1976년 <빗속의 여인들> <원산공작> <판문점 도끼사건> <아내> <너무 너무 좋은 거야>
- 1975년 <십년만의 외출>
- 1974년 <설야> <신설> <외로운 산장에서> <아빠의 이름은> <나는 살아야 한다> <누명>
- 1973년 <여심>
- 1972년 <여로>
- 1968년 <아빠 아빠 우리 아빠>
- 1966년 <비오는 밤에 떠나고 싶다>
- 1963년 <아름다운 수의>